# Herning Nordkredsen
Herning Nordkredsen  er en opstillingskreds i Vestjyllands Storkreds.
Kredsen er oprettet i 2007. Den består af den nordlige del af Ny Herning Kommune
Kredsen er dannet af de tidligere kommuner Aulum-Haderup (fra Holstebrokredsen) og Trehøje (fra Ringkøbingkredsen) samt den nordlige del af den tidligere  Herning Kommune (fra Herningkredsen). 
Den nordlige del af den tidligere Herning Kommune består af sognene: Gjellerup, Gullestrup, Haunstrup, Ilskov, Simmelkær, Sinding, Snejbjerg, Sunds, Tjørring og Ørre.
Afstemningssteder i kredsen:
1. Tidligere Aulum-Haderup Kommune:
  1. Aulum
  2. Feldborg
  3. Haderup
  4. Hodsager
2. Tidligere Trehøje Kommune
  1. Abildå
  2. Skibbild/Nøvling
  3. Timring
  4. Vildbjerg
  5. Vind
  6. Vinding
  7. Ørnhøj
3. Nordlige del af den tidligere Herning Kommune:

## Folketingskandidater pr. 25/11-2018

### Valgkredsens kandidater for de pr. november 2016 opstillingsberettigede partier
| Liste | Parti                       | Kandidat                         | Bemærk |
| ----- | --------------------------- | -------------------------------- | ------ |
| A     | Socialdemokratiet           | Anders Houdam Andreasen          |        |
| B     | Radikale Venstre            |                                  |        |
| C     | Det Konservative Folkeparti |                                  |        |
| D     | Nye Borgerlige              |                                  |        |
| F     | Socialistisk Folkeparti     |                                  |        |
| I     | Liberal Alliance            |                                  |        |
| O     | Dansk Folkeparti            | Richardt Graakjær Bostrup Møller |        |
| V     | Venstre                     | Kristian Jensen                  |        |
| Ø     | Enhedslisten                | Jakob Sølvhøj                    |        |
| Å     | Alternativet                |                                  |        |